# 大內 (大字)
大內，舊稱內庄，是臺灣臺南市大內區的一個傳統地域名稱，也是全區行政中心所在地，位於該區西部。相較於今日行政區，其範圍大致包括內江里不含南部、內郭里、大內里、石城里、石林里、石湖里。
本地區境內主要聚落為內庄、石仔賴、後堀，設有大內國中、大內國小。

## 歷史
台灣日治初期，大內地區為一街庄，稱為「內庄」（舊制街庄），隸屬於善化里西堡。該庄昔日北與三塊厝庄、社仔庄為鄰，東邊北段與頭社庄為鄰，東邊南段及南邊東側一小段隔曾文溪分別與二重溪庄、牛稠埔庄為界，南邊為蒙正庄，西南邊及西邊隔曾文溪與北勢洲庄、茄拔庄為界。
1901年（日治明治三十四年）11月11日，全台廢縣廳改設二十廳，該庄隸屬於鹽水港廳。1904年（明治三十七年）4月1日，該庄編入「石仔瀨區」，隸屬於鹽水港廳。1906年（明治三十九年）4月1日，鹽水港廳內管轄區域調整，該庄改隸屬於「內庄區」。1909年（明治四十二年）10月25日，全台合併二十廳為十二廳，內庄區改隸屬於臺南廳。1913年（大正二年）11月4日，善化里東堡、善化里西堡、新化東里轄區調整，該庄改隸屬於善化里東堡。1920年（大正九年）10月1日，全台地方制度大改正，廢十二廳改設五州二廳，該庄改制並改名為「大內」大字，隸屬於臺南州曾文郡大內庄（新制街庄）。
戰後大內庄改制為大內鄉，隸屬於臺南縣，大字亦改制為村。1950年（民國39年）10月25日，雲、嘉、南分治，大內鄉仍隸屬於臺南縣。2010年（民國99年）12月25日，臺南縣、市合併為直轄臺南市，大內鄉改制為大內區，村亦改制為里。

## 聚落
本地區發展較早的聚落為內庄、後堀、秀才（已消失）、蕃保（已消失）、石仔賴、頂厝（已消失）、新庄（已消失），在日治期初期的官方地圖上已有記載。

## 交通
省道台84線又稱「東西向快速公路－北門玉井線」，經過本地區東北部邊界地帶，並在東部邊界外緣的區道南182線交會處設有頭社交流道。由此可快速前往台84線沿線各地，或銜接國道3號、國道1號。
市道178號是安南區中崙（實際起點長安）至大內區大匏崙的道路，經過本地區內庄、後堀兩聚落。由該道路西行可前往山上區西北端、善化區、安定區、安南區東北部，並止於省道台17甲線；東行可前往二重溪地區，並止於省道台64線二溪交流道西北側路口。
區道南181線是渡仔頭至蒙正的道路，經過本地區石仔賴、內庄（大內）聚落。
區道南182線是後窟至內宵里的道路，其西側端點（起點）位於本地區後堀聚落西郊的市道178號路口。

## 學校
- 大內國中
- 大內國小

## 公務機關
- 大內區公所
- 臺南市新化戶政事務所大內辦公處
- 臺南市政府警察局善化分局大內分駐所
- 臺南市政府消防局第四大隊大內消防分隊